# Danzka Vodka
Danzka Vodka er en dansk vodka, fremstillet af dansk hvede, produceret og tappet i Danmark og eksporteret til hele verden. 
Danzka Vodka så dagens lys i 1989. Indtil 2013 var mærket ejet af franske Belvédère SA, hvor det blev købt af det tyske selskab Waldemar Behn. Danzka bliver stadigvæk produceret i Danmark. 

## Nyt design
Danzka Vodka gennemgik i 2010 et større re-design, og er i dag højere og slankere, end da flasken blev skabt i 1989. Udover at flaskens nye dimensioner er ændrede, er etiketten blevet opdateret og simplificeret, så flasken i sin helhed fremstår mere eksklusiv.

## Varianter
Danzka Vodka findes i 6 varianter:
- Den originale røde (40 % vol.)
- Danzka Vodka Currant (lilla) – vodka med et strejf af solbær (40 % vol.)
- Danzka Vodka Citrus (gul) – vodka med smag af citrusfrugter (40 % vol.)
- Danzka Vodka Grapefruit (grøn) – vodka med et twist af grapefrugt (40 % vol.)
- Danzka Vodka Cranraz (fuchsia) – vodka med hindbær og tranebær (40 % vol.)
- Danzka Vodka Fifty (50 % vol.) – vodka med høj alkoholprocent (50 % vol.)